# Anaea patma
Anaea patma är en fjärilsart som beskrevs av Herrich-Schäffer 1865. Anaea patma ingår i släktet Anaea och familjen praktfjärilar. Inga underarter finns listade i Catalogue of Life.